# Dance Alone (Jana Burčeska)
Dance Alone è un singolo della cantante macedone Jana Burčeska, pubblicato nel 2017.

## Il brano
La canzone è stata scritta da Joacim Persson, Alex Omar, Borislav Milanov e Florence A.
Il 21 novembre 2016 è stata annunciata la partecipazione di Jana all'Eurovision Song Contest 2017 in programma per il mese di maggio a Kiev (Ucraina), in rappresentanza della Macedonia. Il brano Dance Alone è stato invece ufficialmente annunciato e presentato il 10 marzo 2017.

## Tracce
- Download digitale

1. Dance Alone – 3:06